# فیلاندر
فیلاندرها کیسه‌دارانی کوچک از سرده فیلاندر هستند. فیلاندرها کوچک‌ترین درازپایان موجود هستند که در جنگل‌های استرالیا، تاسمانی، و گینه نو یافت می‌شوند. نام آن‌ها در زبان انگلیسی Pademelon است که برگرفته از واژه badimaliyan که در زبان بومیان داروگ در منطقه سیدنی به کار می‌رفته‌است.
فیلاندرها، والابی‌ها، و کانگوروها دارای همانندی‌های زیادی در ساختار بدن هستند و نام‌های اختصاص یافته به آن‌ها اغلب برای تمایز دادن گروه‌های با جثه متفاوت است. فیلاندرها دارای جثه کوچکتری نسبت به والابی‌ها و کانگوروها هستند و می‌توان آن‌ها را از روی دم پشمی کوتاه‌تر و ضخیم‌ترشان تشخیص داد.

## گونه‌ها
- سرده Thylogale[۱]
  - فیلاندر تاسمانی،  Thylogale billardierii
  - فیلاندر براون،  Thylogale browni
  - فیلاندر سربی،  Thylogale brunii
  - فیلاندر کالابی،  Thylogale calabyi
  - فیلاندر کوهستان،  Thylogale lanatus
  - فیلاندر پا-سرخ،  Thylogale stigmatica
  - فیلاندر گردن‌قرمز،  Thylogale thetis